# Teoría de la conspiración del grooming LGBT
Desde finales de la década de 2010, grupos conservadores y miembros de la extrema derecha en el mundo, han realizado acusaciones a las personas de la comunidad LGBT, así como a sus aliados y sectores progresistas en general, de utilizar sistemáticamente la educación sexual y las campañas por los derechos LGBT como un método de grooming. Estas acusaciones y teorías de la conspiración son denominadas por las comunidades LGBT como infundadas, homofóbicas y transfóbicas.
La popularización del término se ha relacionado con Christopher Rufo, quien tuiteó sobre «ganar la guerra del grooming», y más tarde por James A. Lindsay en agosto de 2021. Tras la controversia de Wi Spa en julio de 2021, Julia Serano notó un aumento en las acusaciones de acoso sexual dirigidas a personas transgénero y dijo que parecía que había un movimiento para «sentar las bases para difamar a todas las personas trans como depredadores sexuales de niños». El usuario ultraderechista de Twitter, Libs of TikTok, también suele arremeter contra las personas LGBT y a quienes enseñan sobre sexualidad como «groomers». En noviembre de 2021, la cuenta afirmó que The Trevor Project era una «organización de groomers» y más adelante en el año afirmó falsamente que Chasten Buttigieg estaba "por abusar de los niños".

## Manifestaciones
En 1977, la cantante y activista política Anita Bryant junto con la coalición Save Our Children a menudo describieron la homosexualidad como supuestamente «dañina» para los niños, mientras intentaban derogar una ordenanza que prohibía en parte la discriminación basada en la sexualidad. Bryant afirmó que «los homosexuales no pueden reproducirse, por lo que deben reclutar... la juventud de Estados Unidos».
El término OK Groomer se originó en 2020 como una respuesta al OK Boomer que se había popularizado el año anterior. En Reino Unido, la teoría de la conspiración comenzó a expandirse dentro del movimiento crítico de género alrededor de 2020. El activista Graham Linehan fue suspendido de Twitter después de que comenzó a usar «OK Groomer» como un término de abuso contra quienes criticaron sus ideales. El término también fue tomado prestado por el grupo de presión Transgender Trend, que lo usó en el material que envió a las escuelas para oponerse a los consejos que les dieron organizaciones benéficas LGBT como Stonewall. En marzo de 2020, la columnista de The Times, Janice Turner, acusó a la organización benéfica Mermaids, que ofrece apoyo a los jóvenes trans, de manipular por introducir un botón de salida en su sitio web en respuesta al confinamiento por la pandemia de COVID-19. La conspiración también ha sido utilizada por la extrema derecha en el Reino Unido, incluido Tommy Robinson según Hope not Hate.
La teoría de la conspiración luego pasó a la corriente principal conservadora estadounidense, con una serie de casos de alto perfil de su uso en los primeros meses de 2022, incluido su uso por parte de miembros del Partido Republicano. El 24 de febrero, The Heritage Foundation, una organización de posturas derechistas, publicó un tuit en el que afirmaba que la Ley de derechos de los padres en la educación de Florida «protege a los niños pequeños del acoso sexual». Durante el debate sobre la ley, la secretaria de Estado Christina Pushaw tuiteó que cualquiera que se opusiera a la ley era «probablemente un pederasta». En abril de 2022, grupos de ultraderecha y teóricos de la conspiración realizaron un motín en el parque turístico Walt Disney World Resort en la que acusaron a Disney de querer «manipular la mente de los niños». Disney ha sido el foco de varios otros usos de la conspiración: Jim Banks y otros miembros del Comité de Estudio Republicano publicaron una carta a la corporación acusándoles de "influir deliberadamente en los niños pequeños con su agenda política y sexual".
Desde entonces, sectores de derecha han descrito el comportamiento de padres y maestros que apoyan a menores en sus identidades transgénero como grommers, y los medios conservadores han utilizado ampliamente el término «grommer» que quiere denunciar a la comunidad LGBT, al implicar que son pedófilos. En marzo de 2022, la presentadora de Fox News, Laura Ingraham, afirmó que las escuelas se estaban convirtiendo en «centros de grooming para radicales de identidad de género», dedicando un segmento completo de su programa al tema un par de semanas después. Media Matters publicó un estudio que indica que en un período de tres semanas, del 17 de marzo al 6 de abril, Fox News emitió 170 segmentos sobre las personas transgénero, en los cuales la red «invocó repetidamente el mito largamente desacreditado de que las personas trans representan una amenaza para los menores y tratar de acicalarlos».
Desde 2019, los manifestantes se han centrado en los eventos Drag Queen Story Hour en instalaciones públicas y lugares privados. Apareciendo en Fox News, Chris Rufo caracterizó el drag amigable para los niños como un intento de «sexualizar a los niños», «subvertir la familia de clase media» y «eliminar lo que llaman la jerarquía sexual a favor de crear una conexión sexual entre adultos y niños». En junio de 2022, las menciones en Twitter de Drag Queen Story Hour aumentaron en más del 700%, según la empresa de inteligencia de medios Zignal Labs. También en junio, miembros de Proud Boys, conformado por varones de extrema derecha, irrumpieron en múltiples eventos en bibliotecas y librerías locales. En una biblioteca de California, los manifestantes exclamaron insultos de índole homofóbicos y transfóbicos. En Nevada, un manifestante se acercó con un arma, lo que provocó que los clientes se refugiaran en la biblioteca. Varias bibliotecas han cancelado eventos al recibir comunicaciones amenazantes. Juliette Kayyem, profesora de la Universidad de Harvard y exsubsecretaria del DHS, ha descrito estos incidentes de violencia como ejemplos de terrorismo estocástico.

## Críticas
Twitter, Reddit, TikTok han dicho que usar «groomer» como un insulto contra las personas LGBT viola sus políticas.
El sitio web Vox argumentó que la retórica que utilizan los defensores de la teoría de la conspiración del grooming LGBT es similar a la retórica que utilizaron los defensores de otras teorías como el Pizzagate y QAnon: «las acusaciones de grooming no se preocupan por tener sentido; se trata de despertar el miedo, la ira y la histeria, razón por la cual suenan exactamente como los tipos de teorías de conspiración marginales que han existido durante siglos. La nueva retórica de conspiración de pedófilos es esencialmente la misma que toda la antigua retórica de conspiración de pedófilos». James Kirchick, escribiendo para la revista New York, argumenta que la teoría de la conspiración del grooming LGBT surgió de creencias homofóbicas más generalizadas que se originaron en Alemania a principios del siglo XX y que, en particular, surgió del caso Harder-Eulenburg.
La Canadian Anti-Hate Network ha declarado que las personas trans son «calumniadas de la misma manera que se calumniaba a los varones homosexuales en los años 70, y por la misma razón: negarles seguridad e igualdad de derechos». Florence Ashley, profesora de la Universidad de Toronto, ha declarado que el enfoque de la teoría de la conspiración en las personas LGBT en general y su enfoque en las personas transgénero en particular se está utilizando para radicalizar la opinión pública hacia la extrema derecha, comparándola con la teoría de la conspiración del gran reemplazo.

## Opinión pública
Una encuesta de abril de 2022 realizada por el grupo de expertos de izquierda, Data for Progress, encontró que el 45% de los posibles votantes republicanos creen que «los maestros y los padres que apoyan las discusiones sobre la orientación sexual y la identidad de género en la escuela son grommers».